# Sally Bollywood
 (juillet 2020).
Pour les articles homonymes, voir Sally et Bollywood.
Sally Bollywood est une série télévisée d'animation franco-australienne en 104 épisodes de 13 minutes créée par Pepper Sue et Elastik Jane, réalisée par Jérémie Hoarau et diffusée à partir du 26 octobre 2009 sur France 3 dans l'émission Toowam, puis dans l'émission Ludo, depuis l'été 2011 sur Disney Channel et depuis 2012 sur France Ô dans ôôôôÔ !. Une saison 2 a été coproduite par Télé Images Productions et France Ô et a été diffusée pour la toute première fois en France sur Disney Channel le 2 septembre 2013. Puis sur France Ô dans ôôôôÔ ! à partir du 16 septembre 2013 et depuis le 1er janvier 2014 sur Réunion 1re.

## Synopsis
Sally, une jeune Indienne de douze ans, et son meilleur ami d'origine écossaise Doowee résolvent des enquêtes au sein de leur agence de détectives, le SBI (Sally Bollywood Investigation).

## Distribution (voix françaises)
- Fily Keita : Sally
- Alexandre Nguyen : Doowee
- François Jérosme : Harry
- Danièle Hazan : Mme Apu
- Marie Diot : Mme Margipour
- Marie Nonnenmacher : Erna / Jason / Jaya / Martin / Sinitta
- Gilbert Lévy : Principal Bobby Plantier
- Caroline Pascal : Rebecca / Kevina / Svetlana / Cassie / voix additionnelles

## Personnages
Sally Bollywood : jeune indienne de 12 ans très intelligente, elle est une détective fonceuse et résout une enquête même si celle-ci n'est pas facile. Elle pratique un art martial indien, le kalarippayatt, a les cheveux violets et porte un sari de même couleur. Elle semble attirée par Doowee bien que parfois d'autres garçons lui plaisent.
Doowee MacAdam : meilleur ami de Sally qui a le même âge qu'elle. Il paraît parfois amoureux de Sally si bien qu'il peut s'intéresser à d'autres filles. Contrairement à Sally qui est plutôt dans le domaine des interrogations et des suspects, Doowee utilise des gadgets modernes qui servent souvent dans ses enquêtes qu'il crée lui-même pour chercher les indices. Il est roux et est toujours du genre à être appelé « Patate » par Sally. Il est également allergique aux chats, comme tous les MacAdam.
Harry Bollywood : père de Sally, détective. C'est lui qui lui a transmis le goût de l'enquête. Il s'occupe de Sally depuis la mort de son épouse, une danseuse indienne connue à Bollywood. Il arrive fréquemment au père et à la fille de se serrer les coudes ensemble pour résoudre des enquêtes.
Mme Joanne Apu : Madame Apu, de son vrai nom Madame Apuhaïkaarâmbhara, est une vraie Indienne. Amie de la famille bien avant la naissance de Sally, elle connaît Harry pour l'avoir également élevée ce qui l'autorise encore aujourd'hui à quelques belles séances d'autorité. Elle a aussi les cheveux violets.
Elizabeth MacAdam : mère de Doowee et cascadeuse au cinéma. Elle a un accent britannique et est allergique aux chats, tout comme son fils. Elle et son mari Philip sont très amis avec Harry Bollywood et Mme Apu, ceux-ci les recevant souvent chez eux pour déjeuner.
Philip MacAdam : père de Doowee et accessoiriste au cinéma. Lui aussi a un accent britannique, et entretient de bonnes relations avec son fils ainsi que Sally. Dans l'épisode 31 de la saison 2 (La Star et la Groupie), il est accusé de saboter le film sur lequel il travaille et est viré du tournage. Heureusement, le SBI a pu l'innocenter et arrêter le vrai coupable.
Bob Plantier : Principal du collège de Little Bombay et père de Martin. Il sollicite souvent le SBI pour résoudre des enquêtes délicates qui concernent de près son établissement. Lors de l'épisode 9 de la saison 2 (La Guitare de Cristal), il devient même suspect.
M. Cubbins : concierge de l'école étant souvent tourmenté par les bêtises des élèves du collège. Lui aussi sollicite parfois l'aide du SBI pour résoudre des enquêtes. Dans certains épisodes, on peut le voir accompagné de ses chiens (plutôt des molosses) pendant ses rondes de nuit au collège.
Martin : fils du Principal Plantier et proche camarade de classe de Sally et Doowee. C'est un des personnages les plus récurrents de la série, souvent mêlé aux enquêtes du SBI en tant que client, suspect ou victime (épisodes Matheux en tout Genre, Le Mystère Timide, Cambriolage 2.0, Alerte au Dinosaure, Driiiing, etc.).
Jaya : fille de Mme Margipour et proche camarade de classe de Sally et Doowee. Elle est d'origine indienne. Elle apparaît de manière très récurrente dans la série. Elle a plusieurs fois été cliente, suspecte et victime vis-à-vis du SBI (épisodes Touche pas à mon Fétiche, Le Mystère Timide, Le Hold-Up d'Halloween, Une Place pour Deux, La Remplaçante, Le Coupable Idéal, etc.).
Mme Margipour : professeure de SVT, de Physique-Chimie et également professeur principal de Sally et Doowee. Elle est la mère de Jaya, la sermonnant lorsque celle-ci ne fait pas confiance à ses capacités (S1|E9 Touche pas à mon Fétiche). Mme Margipour est assez sévère avec ses élèves. Dans l'épisode 8 de la saison 1 (Une pluie d'ennuis), Sally est accusée de lui avoir volé son porte-monnaie. Elle sera finalement innocentée grâce à son père et Doowee.
M. Robert : surveillant du collège et responsable de l'entretien. Il est souvent tourmenté par les bêtises des élèves du collège, à l'instar de M. Cubbins, n'hésitant pas à donner des heures de colle. Il sollicite parfois l'aide du SBI sur des affaires délicates ou bien leur met des bâtons dans les roues pour les empêcher d'enquêter.
Mlle Constance Sfez : professeure de Mathématiques. Elle est d'une nature gentille mais manque un peu d'autorité. Lors de l'épisode 21 de la saison 1 (SBI Agence de Rencontres), elle se comporte bizarrement envers ses élèves, devenant lunatique et se vexant facilement. Sally et Doowee découvrent qu'elle est en fait amoureuse. Dans l'épisode 36 de la même saison (L'Étrange Mademoiselle Chicago), Constance se déguise en prof zinzin, sévère et donnant des punitions à tout va afin de réaffirmer son autorité envers ses élèves, avant d'être démasquée par le SBI.
M. Thomson : professeur d'Arts Plastiques et de Musique. Il apparaît dans de nombreux épisodes de la série, la plupart des enquêtes du SBI ayant un lien avec ses matières d'enseignement.
Mlle Swift : professeure de Physique-Chimie. Elle apparaît uniquement dans l'épisode 4 de la saison 2 (La Remplaçante), remplaçant Mme Margipour. Mlle Swift accumule les incidents (dégradations du matériel, pertes de copies d'examen, etc.) pendant ses cours ainsi que des retards répétés. Le SBI enquête et se rend compte que quelqu'un a fait exprès de mettre Mlle Swift en retard et de provoquer ces incidents pendant ses cours. Sally et Doowee finiront par démasquer le coupable.

## Commentaires
Sally Bollywood est la première série policière pour enfants inspirée par le cinéma indien. Chaque épisode est d'ailleurs ponctué de danses et de chants.

### Musique
La chanson du générique, intitulée Détective sans peur, est interprétée par Nâdiya.
Les musiques de ce dessin animé sont composées par Nathalie Loriot, Franck Hedin et Nico Nocchi,,.